# NGC 508
NGC 508 este o galaxie eliptică situată în constelația Peștii. A fost descoperită în 12 septembrie 1784 de către William Herschel.